# When You Believe
"When You Believe" är en sång som skrevs av Stephen Schwartz för filmen Prinsen av Egypten, där den framfördes av Whitney Houston och Mariah Carey. Sången vann en Oscar för bästa originalsång.
2007 skrev Schwartz om sången, och den framfördes nu av Leon Jackson, vinnaren av fjärde säsongen av The X Factor, en brittisk talangsåpa. Singeln fanns att ladda ner från midnatt efter att Jackson utsetts till tävlingens vinnare den 15 december 2007, och en CD-utgåva släpptes mitt i veckan, den 19 december 2007, vilket är ovanligt eftersom de flesta singlar släpps på måndagar för att försöka få sålt så många exemplar fram till söndagen, då försäljningslistan fastställs. 
Trots att singeln släpptes så sent på året lyckades den ändå bli den fjärde mest sålda i Storbritannien under 2007. Den låg på förstaplatsen i tre veckor.

## Låtlista

### CD 1
1. "When You Believe"
2. "Home"
3. "Fly Me to the Moon"

### Download
1. "When You Believe"